# Trachea interna
Trachea interna là một loài bướm đêm trong họ Noctuidae.